# Bryan Birch

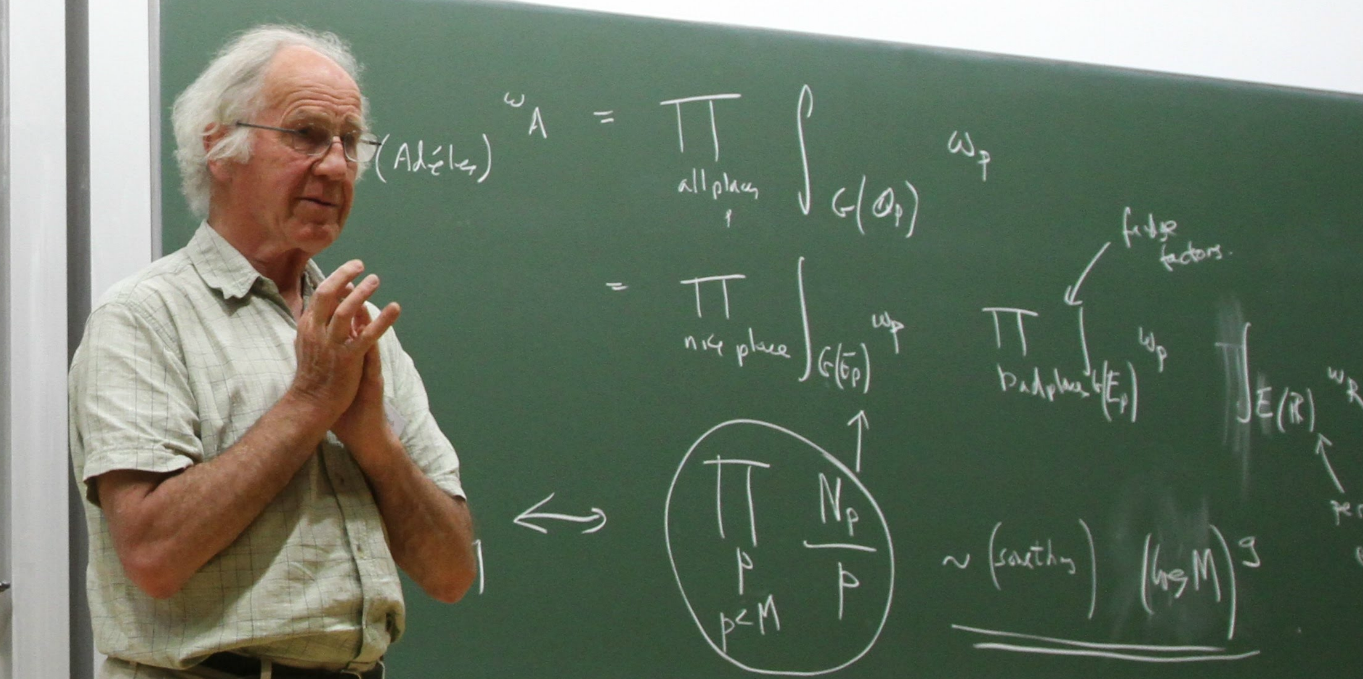
Bryan Birch

Bryan John Birch (* 25. September 1931 in Burton-upon-Trent) ist ein britischer Mathematiker, der sich mit Zahlentheorie beschäftigt. Er ist Professor an der Universität Oxford.
Birch promovierte 1958 bei John Cassels in Cambridge (The geometry of numbers). Er arbeitete damals vor allem als Schüler von Harold Davenport, wobei er wichtige Resultate mit der Hardy-Littlewood-Kreismethode der analytischen Zahlentheorie erzielte (Birchs Theorem, Formen ungeraden Grades in den rationalen Zahlen haben für eine genügend große Anzahl von Variablen Nullstellen). Bekannt ist er vor allem für die Vermutung von Birch und Swinnerton-Dyer der 1960er Jahre mit Peter Swinnerton-Dyer über die arithmetischen Informationen, die sich aus dem Verhalten der Zetafunktion elliptischer Kurven an einer ihrer Nullstellen ergeben. Birch und Swinnerton-Dyer unterstützten ihre Vermutung durch umfangreiche Computerberechnungen. Die Vermutung ist bis heute offen und ein wichtiger Motor in der Entwicklung der arithmetischen algebraischen Geometrie. Birch arbeitete auch über Heegner-Punkte elliptischer Kurven und algebraische K-Theorie (Birch-Tate-Vermutung). Er führte für die explizite Rechnung mit Modulformen im Rahmen der Computeralgebra wichtige Modulsymbole ein, ausgebaut besonders von John E. Cremona, der bei ihm 1981 über dieses Thema promovierte.
Birch ist seit 1972 Fellow der Royal Society. 1993 erhielt er den Senior-Whitehead-Preis und 2007 die De-Morgan-Medaille der London Mathematical Society. 2018 wurde er zum Mitglied der Academia Europaea gewählt. Für 2020 wurde Birch die Sylvester-Medaille der Royal Society zugesprochen 1966 war er Invited Speaker auf dem Internationalen Mathematikerkongress in Moskau (Rationale Punkte auf elliptischen Kurven). Er ist Fellow der American Mathematical Society. 
Er gab 1977 die gesammelten Werke von Harold Davenport heraus.